# Campbell (Nebraska)
Campbell é uma vila localizada no estado americano de Nebraska, no Condado de Franklin.

## Demografia
Segundo o censo americano de 2000, a sua população era de 387 habitantes.
Em 2006, foi estimada uma população de 363, um decréscimo de 24 (-6.2%).

## Geografia
De acordo com o United States Census Bureau, a localidade tem uma área de 0,9 km², sem área coberta por água. Campbell localiza-se a aproximadamente 613 m acima do nível do mar.

## Localidades na vizinhança
O diagrama seguinte representa as localidades num raio de 24 km ao redor de Campbell.